# Parveena Ahanger
Parveena Ahangar (Srinagar) és una defensora de drets humans índia, fundadora i presidenta de l'Associació de Pares de Persones Desaparegudes (APDP) a l'estat de Jammu i Caixmir, coneguda com la "Dama de Ferro de Caixmir".
El seu fill Javed, de setze anys, va ser segrestat de casa per la NSG (Guàrdies de Seguretat Nacional) el 18 d'agost de 1990, durant una incursió a la zona de Srinagar. Aquest fet la va portar a fundar l'Associació de Pares de Persones Desaparegudes (APDP) el 1994, per donar suport i ajuda a les famílies afins i exigir al govern de l'Índia la ratificació del Conveni internacional per a la protecció de totes les persones contra les desaparicions forçades, que compta amb el suport de la xarxa Cultures of Resistance. És cofundadora i presidenta de la APDP i ha representat la seva causa a les Filipines (2000), Tailàndia (2003), Indonèsia (2005), Chiang Mai (2006), Ginebra (2008), Cambodja (2009) i Londres (2014). En el discurs que el 2014 va fer a la Universitat de Westminster va dir:
| « | Ningú entén el dolor d'una mare. Sóc una víctima, hi ha molts com nosaltres. L'APDP es va originar a partir del meu dolor i del dolor de centenars de mares com jo. | » |

L'any 2005 va ser nominada per al Premi Nobel de la Pau i el 2017 va guanyar el Premi Rafto de drets humans per les seves protestes contra les desaparicions forçades i per exigir justícia per a les víctimes de la violència al Jammu i Caixmir. Anteriorment havia estat nominada pel canal de mitjans indis CNN IBN, premi que va rebutjar a causa de l'enfocament enganyós d'aquests mitjans sobre el dolor i les tragèdies del Caixmir. El 2019 va ser inclosa dins del grup de les 100 dones de la BBC, una llista de 100 dones inspiradores i influents de tot el món que anualment elabora la televisió britànica.
El seu treball també va inspirar al conegut raper Roushan Ilahi, conegut amb el nom de MC Kash, per fer una cançó sobre la causa. El vídeo, titulat Take It In Blood, tracta sobre la primera trobada del raper amb l’activista.